# Micryletta steinegeri
Micryletta steinegeri là một loài ếch trong họ Nhái bầu. Chúng là loài đặc hữu của Đài Loan.
Các môi trường sống tự nhiên của chúng là các khu rừng ẩm ướt đất thấp nhiệt đới hoặc cận nhiệt đới, đầm nước ngọt có nước theo mùa, đất canh tác, các đồn điền, hố lộ thiên, và kênh đào và mương rãnh. Loài này đang bị đe dọa do mất môi trường sống.